# Stanislav Prýl
Stanislav Prýl (23. listopadu 1942, Pardubice – 19. března 2015) byl český a československý lední hokejista, hrající na pravém křídle.
S profesionálním hokejem začal v 17 letech v roce 1959, když poprvé nastoupil za Teslu Pardubice. Za tu hrál, s přestávkou v letech 1961-1963, kdy nastupoval za Duklu Jihlavu, do roku 1974. Celkově odehrál v nejvyšší lize 424 zápasů v 15 sezónách. Gólově se prosadil v 223 případech. V Pardubicích vytvořil obávanou útočnou formaci ve složení Stanislav Prýl – Milan Kokš – Zdeněk Špaček. Útok se však po odchodu Kokše a Špačka do ZKL Brno rozpadl. V reprezentaci hrál v útoku nejčastěji s Václavem Nedomanským a Josefem Černým a celkově v ní odehrál 97 zápasů, ve kterých střelil 49 gólů.
Je držitelem čtyř medailí ze světových šampionátů a bronzové medaile ze Zimních olympijských her 1964. V roce 2017 byl uveden do Síně slávy českého hokeje.